# リハビリテーション学部
リハビリテーション学部（－ がくぶ）は、大学においてリハビリテーションの教育研究を目的に設置される学部。
理学療法士、作業療法士、言語聴覚士、視能訓練士などコ・メディカルを主に扱う。

## リハビリテーション学部を持つ日本の大学
- 大阪河﨑リハビリテーション大学 - 理学療法学専攻/作業療法学専攻/言語聴覚療法学専攻
- 関西医科大学 - 理学療法学科/作業療法学科
- 九州栄養福祉大学 - 理学療法学科/作業療法学科
- 群馬パース大学 - 理学療法学科/作業療法学科/言語聴覚学科
- 神戸国際大学 - 理学療法学科
- 四條畷学園大学 - リハビリテーション学科（理学療法学専攻/作業療法学専攻）
- 星城大学 - リハビリテーション学科（理学療法学専攻/作業療法学専攻）
- 聖隷クリストファー大学 - 理学療法学科/作業療法学科/言語聴覚学科
- 名古屋学院大学 - 理学療法学科
- 西九州大学 - リハビリテーション学科（理学療法学専攻/作業療法学専攻）
- 兵庫医科大学 - 理学療法学科/作業療法学科
- 川崎医療福祉大学 - 理学療法学科/作業療法学科/言語聴覚療法学科

## リハビリテーション学部を持つ日本の専門職大学
- アール医療専門職大学 - 理学療法学科/作業療法学科
- 岡山医療専門職大学 - 理学療法学科/作業療法学科
- 高知リハビリテーション専門職大学 - 理学療法学専攻/作業療法学専攻/言語聴覚療法学専攻
- 東京保健医療専門職大学 - 理学療法学科/作業療法学科
- びわこリハビリテーション専門職大学 - 理学療法学科/作業療法学科/言語聴覚療法学科

## リハビリテーション学部に類する学部をおく日本の大学

### 総合リハビリテーション学部
- 神戸学院大学 - 社会リハビリテーション学科/理学療法学科/作業療法学科
- 広島国際大学 - 総合リハビリテーション学科

### 看護リハビリテーション学部
- 甲南女子大学 - 理学療法学科/看護学科
- 中部学院大学 - 理学療法学科/看護学科

## 別学部でリハビリテーション学科とそれに類する学科をおく日本の大学
- 大阪公立大学医学部
- 北海道千歳リハビリテーション大学健康科学部
- 東北福祉大学健康科学部
- 北里大学医療衛生学部
- 東京工科大学医療保健学部
- 昭和医科大学保健医療学部
- 人間総合科学大学保健医療学部
- 日本医療科学大学保健医療学部
- 神奈川県立保健福祉大学保健福祉学部
- 藤田医科大学保健衛生学部
- 日本福祉大学健康科学部
- 奈良学園大学保健医療学部
- 関西福祉科学大学保健医療学部
- 九州看護福祉大学看護福祉学部
- 熊本保健科学大学保健科学部
- 名古屋市立大学医学部 保健医療学科 リハビリテーション学専攻

## リハビリテーションを専攻する短期大学
- 福井医療短期大学
- 白鳳女子短期大学